# Concetta
Concetta  è un nome proprio di persona italiano femminile.

## Varianti
- Femminili: Concepita[2], Concezione[2]
  - Alterati: Concettina[2][3]
  - Ipocoristici: Cettina, Tina, Concita[2]
  - Composti: Maria Concetta[1][2]
- Maschili: Concetto[1][2], Concezio[2]
  - Alterati: Concettino[2]

### Varianti in altre lingue
- Asturiano: Cunceición[5]
  - Ipocoristici: Concia[5], Conzia[5]
- Catalano: Concepció[5]
  - Ipocoristici: Conxa[5]
- Galiziano: Conceizon
- Irlandese: Concepta[3]
- Portoghese: Conceição[3]
- Spagnolo: Concepción[3][4][5]
  - Ipocoristici: Concha[3][5], Conchita[3][4], Chita[3][4]

## Origine e diffusione

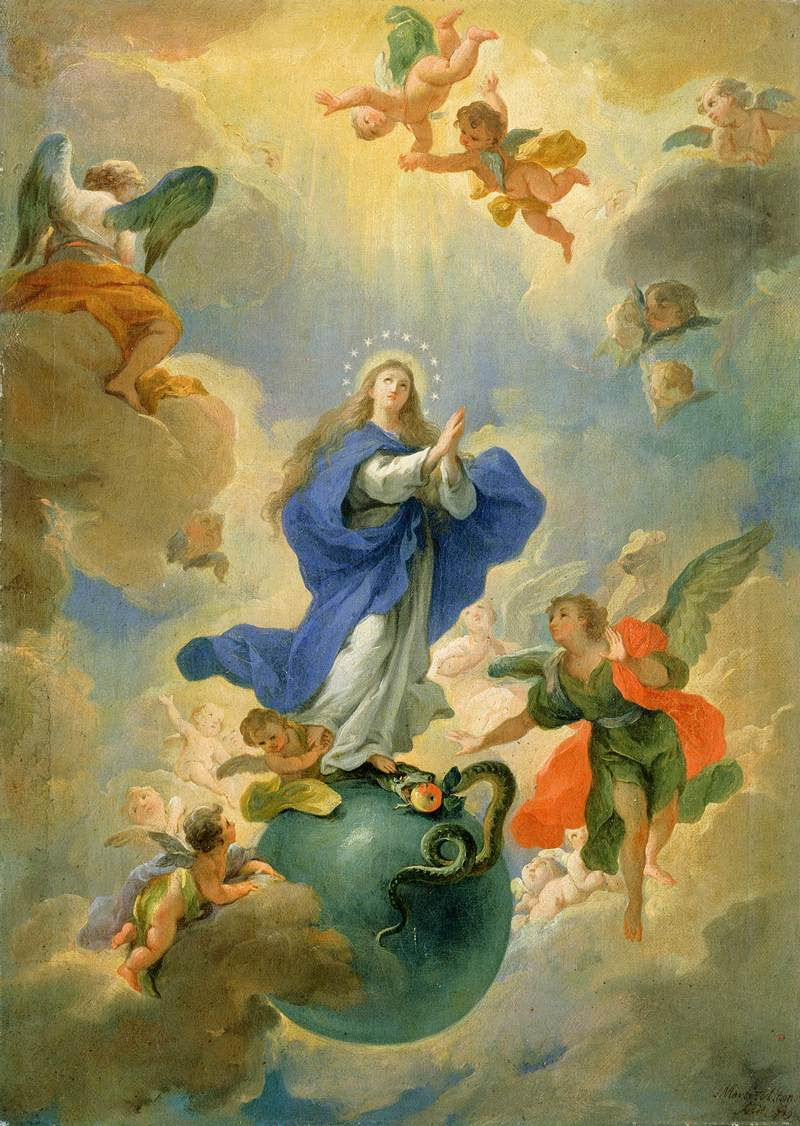
L'Immacolata Concezione, di Martino Altomonte

Si tratta di un nome di stampo cattolico, documentato in Italia già dal tardo Medioevo: fa riferimento al mistero cristiano dell'Immacolata Concezione, proclamato come dogma da papa Pio IX l'8 dicembre 1854 nella costituzione Ineffabilis Deus; rientra quindi in quell'ampia schiera di nomi ispirati al culto mariano, quali Immacolata (che si rifà al medesimo dogma), Assunta, Achiropita, Novella, Milagros e Altagracia. 
La forma italiana "Concetta" è sostanzialmente un'abbreviazione di "Maria Concetta", nome che a sua volta deriva dall'espressione "Maria concetta (cioè concepita) senza peccato originale" (sine labe originali concepta, come dicono le litanie lauretane); le forme iberiche come lo spagnolo Concepción (e la variante italiana "Concezione") riprendono invece direttamente il rispettivo vocabolo che vuol dire "concezione", "concepimento". Dal punto di vista etimologico, il verbo "concepire" proviene dal latino concipio, formato da con (una variante di cum, cioè "con") e capio ("prendere"), col significato di "prendere dentro", "raccogliere"; si trattava di un calco del greco συλλαμβάνω (syllambánō), composto in analoga maniera e dal medesimo significato.
In Italia è un nome tipicamente meridionale, ma è attestato, seppur con meno frequenza, anche sul resto del territorio; limitato solo al Sud (e in particolare alla Sicilia) è il maschile "Concetto", formato successivamente a partire dal femminile; sempre in Italia è documentata, seppure non molto comune, anche la forma diminutiva spagnola Conchita, talvolta italianizzata in Concita.

## Onomastico
L'onomastico si festeggia solitamente l'8 dicembre, in onore dell'Immacolata Concezione di Maria.

## Persone
- Concetta Barra, cantante e attrice italiana
- Concetta Carestia Lanciaux, dirigente d'azienda italiana
- Concetta Castilletti, biologa italiana
- Concetta Damante, politica italiana
- Concetta D'Angeli, scrittrice, saggista e critica letteraria italiana
- Maria Concetta Mattei, giornalista e conduttrice televisiva italiana

### Variante Conchita

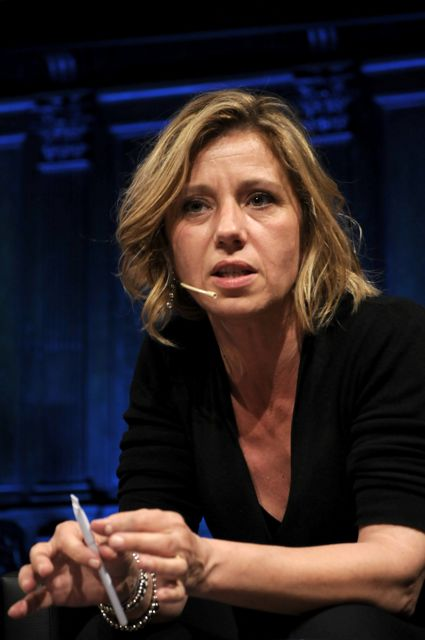
Concita De Gregorio

- Conchita Bautista, cantante e attrice spagnola
- Conchita Campbell, attrice canadese
- Conchita Martínez, tennista spagnola
- Conchita Montenegro, attrice, cantante e ballerina spagnola
- Conchita Puglisi, attrice italiana
- Conchita Puig, sciatrice alpina italiana

### Altre varianti femminili
- Concepción Arenal, poetessa spagnola
- Concita De Gregorio, giornalista, scrittrice e conduttrice televisiva italiana
- Concha Piquer, cantante e attrice spagnola

### Variante maschile Concetto
- Concetto Gallo, politico italiano

Concetto Lo Bello

- Concetto Lo Bello, arbitro di calcio e politico italiano
- Concetto Marchesi, politico, latinista e accademico italiano
- Concetto Pettinato, giornalista e scrittore italiano
- Concetto Pozzati, pittore italiano
- Concezio Rosa, medico italiano
- Concetto Scivoletto, politico italiano

## Il nome nelle arti
- Concetta è un personaggio della commedia Gennareniello di Eduardo De Filippo.
- Concetta Cupiello è un personaggio della commedia Natale in casa Cupiello di Eduardo De Filippo.
- Concetta Licata è un personaggio del film pornografico del 1994 Concetta Licata, diretto da Mario Salieri.
- Conchita Wurst è uno pseudonimo utilizzato dal cantante austriaco Tom Neuwirth.